# Amphithéâtre militaire d'Aquincum
L'amphithéâtre militaire d'Aquincum (en hongrois : aquincumi katonavárosi amfiteátrum) désigne les vestiges d'un ancien amphithéâtre romain, situés dans le 3e arrondissement de Budapest.